# Nasavští
Dynastie Nasavských (německy: Haus Nassau) nebo jen Nasavští (někdy Nassavští) je dynastie, která v průběhu staletí vládla v Nasavsku, v knížectví Orange v jižní Francii, Nizozemsku a Lucembursku.
V letech 1815–1890 byli nizozemští králové z oranžsko-nasavské dynastie i lucemburskými velkovévody; Nizozemsko a Lucembursko byly tehdy spojeny personální unií. Od roku 1890 vládne Lucembursku vedlejší linie rodu, a to konkrétně větev Nasavsko-Weilburská (Nassau-Weilburg). Tento rod je původem z německého Nasavska a města Weilburg, podle kterého nese druhou část jména. V Nasavsku nejprve vládli příslušníci původního rodu Nasavských jako hrabata, později jako vévodové. Rod se rozdělil syny nasavského hraběte Jindřicha II. na Walramskou a Ottonskou linii, z nichž později vznikly větve jako Nassau-Weilburg, Nassau-Dillenburg, Nassau-Siegen a další. Historicky nejvýznamnější a jedna ze dvou dosud existujících větví rodu je dnešní nizozemská dynastie Oranje-Nassau, která se nazývá podle bývalého knížectví Orange v jižní Francii. Původní dynastie Orange-Nassau však po meči vymřela.
Nejslavnější členové rodu jsou vůdce nizozemského povstání za nezávislost proti španělským Habsburkům Vilém I. Oranžský, jeho pravnuk Vilém III. Oranžský, který se stal na přelomu 17. a 18. století anglickým, skotským a irským králem, první nizozemský král Vilém I. Nizozemský a bývalá nizozemská královna, dnes princezna Beatrix. Po genealogické stránce je dynastie Nasavských v hlavních liniích vymřelá, ale nizozemská resp. lucemburská ústava označují rod Oranje-Nassau (francouzsky Orange-Nassau) resp. de Nassau jako vládnoucí.

## Původní linie rodu

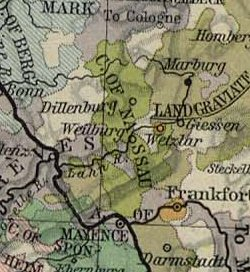
Mapa Nasavského hrabství (1547)

Zakladatele rodu je považován laurenburský hrabě Dudo-Oldřich Laurenburský, který sídlil na hradě Laurenburg, nacházejícím se několik kilometrů od Nassau na horním toku řeky Lahn. Jeho syn Robert I. nechal postavit v Nassau kolem roku 1125 hrad a nazýval se hrabětem z Nassau. Titul nasavského hraběte byl rodu potvrzen až roku 1159, tj. pět let po smrti Roberta I. V tomto roce se hrad Nassau také stal sídlem vládnoucího hraběcího rodu. Robertův syn Robert syn Walram I. (1154–1198) byl první panovník, který se již poprávu nazýval „hrabětem z Nassau“.
Během 12. století získal rod území Herborner Mark, Kalenberger Zent, Heimau (Löhnberg) a „Panství Westerwald“. Na konci 12. století získali Nasavští rovněž území kolem dnešního města Wiesbaden.
- Dudo-Oldřich Laurenburský – (1060–1123)
- Robert I. – (1123–1154), nebo také Ruprecht
- Arnold I. – (1123–1148)
- Gerhard – (1148–1151)
- Arnold II. – (1151–1154)
- Robert II. – (1154–1159)

- Walram I. – (1154–1198), syn Roberta I.
- Jindřich I. – (1158–1167), syn Arnolda I.
- Robert III. – (1160–1191), syn Arnolda I.
- Jindřich II. – (1198–1247), syn Walrama I.
- Robert IV. – (1198–1230), syn Walrama I.
- Ota I. – (1247–1255), hrabě z Nassau, Dillenburgu, Hadamaru, Siegenu, Herbornu a Beilsteinu
- Walram II. – (1249–1255), hrabě z Nassau, Wiesbadenu, Idsteinu, a Weilburgu

Hrabě Jindřich II. získal Weilburg. Po jeho smrti v roce 1255 si jeho synové rozdělili území tak, že starší Walram II. získal především hrabství Nassau-Weilburg, zatímco mladší Ota I. získal hrabství Nassau-Siegen a Nassau-Dillenburg (od 1328). Walram se stal zakladatelem starší linie a Ota naopak mladší linie.

## Walramská linie
Walramská linie byla založena jako starší linie rodu hrabětem Walramem II., který získal hrabství Nassau-Weilburg, při dělení rodového území. Jeho syn (také nasavský hrabě) Adolf se stal v roce 1292 římsko-německým králem, i když do té doby byl prakticky bezvýznamným říšským „knížetem“. Walramská linie obdržela vládu nad Merenberským hrabstvím v roce 1328 a Saarbrückenským hrabstvím v roce 1353.
Walramská linie zahrnuje tyto větve:
- Nassau-Weilburg
  - Nassau-Wiesbaden-Idstein
  - Nassau-Saarbrücken
- Nassau-Usingen

### Wiesbadenská, idsteinská a weilburská hrabata (1255–1344)
- Walram II. – (1255–1276)
- Adolf – (1276–1298) – v roce se stal 1292 římsko-německým králem
- Robert VI. Nasavský – (1298–1304)
- Walram III. – (1298–1324) – nassavský hrabě ve Wiesbadenu, Idsteinu a Weilnau
- Gerlach I. Nasavsko-Wiesbadenský – (1298–1344)

### Nasavsko-weilburská hrabata (1344–1816)

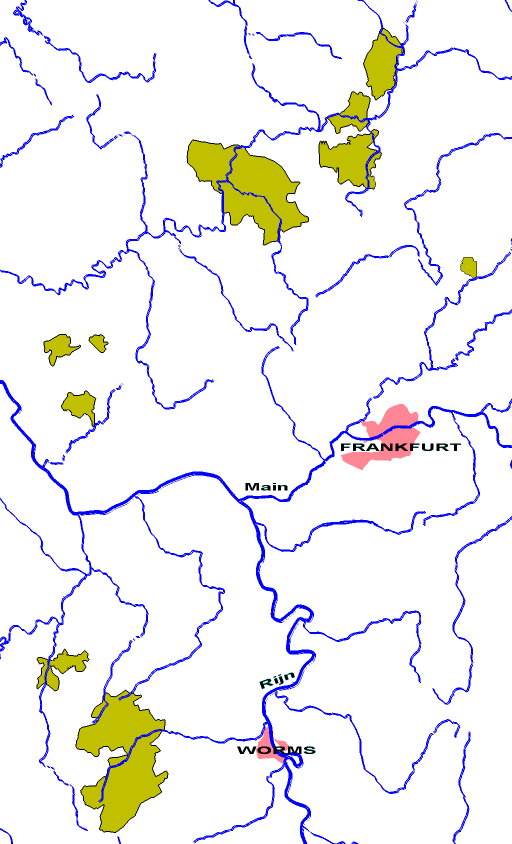
Mapa Nasavska-Weilburska v roce 1789

### Nasavsko-weilburská hrabata (1344–1688)
Větev nasavsko-weilburská (Nassau-Weilburg)
- Jan I. – (1344–1371)
- Filip I. – (1371–1429), od roku 1381 saarbrückenský hrabě
- Filip II. – (1429–1492)
- Jan II. – (1429–1442)
- Ludvík I. – (1492–1523)
- Filip III. – (1523–1559)
- Albrecht Nasavsko-Weilburský – (1559–1593)
- Filip IV. – (1559–1602)
- Ludvík II. – (1593–1625), nasavsko-weilburský, ottweilerský, saarbrückenský, wiesbadenský, a idsteiský hrabě.
- Vilém Ludvík Nasavsko-Saarbrückenský, Jan Nasavsko-Idsteinský a Arnošt Kazimír Nasavsko-Weilburský – (1625–1629)
- Arnošt Kazimír – (1629–1655)
- Fridrich – (1655–1675)
- Jan Arnošt – (1675–1688)

### Nasavsko-weilburská okněžněná hrabata (1688–1816)
Větev nasavsko-weilburská (Nassau-Weilburg)
- Jan Arnošt – (1688–1719)
- Karel August – (1719–1753)
- Karel Kristián – (1753–1788)
- Fridrich Vilém – (1788–1816), Nasavsko-Weilbursko bylo včleněno do Nasavského vévodství.

### Nasavští vévodové (1816–1866)
Větev nasavsko-weilburská (Nassau-Weilburg)
V roce 1806 (přesněji 17. července) se zbylá nasavská hrabství Nasavsko-Usingen a Nasavsko-Weilburg připojila k Rýnskému spolku. Pod tlakem od Napoleona byla následně 30. srpna 1806 obě hrabství sloučena do jednotného Nasavského vévodství. Po dohodě bývalých hrabat resp. vévody Fridricha Augusta Nasavsko-Usingenského a jeho bratrance knížete Fridricha Viléma Nasavsko-Weilburského, bylo ustanoveno že Fridrich August se stane vévodou a jelikož neměl dědice tak vévodství získá právě Fridrich Vilém. Ten ale náhle zemřel 9. ledna 1816 při pádu ze schodů jen dva týdny před jeho bratrancem. Nasavské vévodství tak v roce 1816 zdědil jeho syn Vilém a po dlouhé době bylo opět jednotné a podstatně rozšířené.
V roce 1815 vstoupilo Nasavsko jako ostatní německé státy do Německého spolku.
- Vilém – (1816–1839), syn Fridricha Viléma Nasavsko-Weilburského
- Adolf – (1839–1866), nasavský vévoda do roku 1866, od roku 1890 lucemburský velkovévoda.

V roce 1866 bylo Nasavské vévodství jako spojenec Rakouského císařství anektováno Pruskem, protože prusko-rakouskou válku probíhající roku 1866 Rakousko prohrálo. Vévoda Adolf byl zbaven trůnu a vévodství se stalo součástí Pruska resp. Pruského království jako provincie Hesensko-Nasavsko. Vévoda Adolf sice přišel o faktickou vládu v Nasavsku (titul mu ale zůstal) a v roce 1890 získal (či zdědil) Lucemburské velkovévodství.

### Lucemburští velkovévodové (od 1890)
Větev nasavsko-weilburská (Nassau-Weilburg)
Lucembursko bylo v roce 1815 na Vídeňském kongresu povýšeno na velkovévodství a stalo se nezávislou zemí v personální unii s Nizozemským královstvím a členem Německého spolku. Od roku 1867 bylo Lucembursko plně nezávislou a neutrální zemí v personální unii s Nizozemským královstvím. Po smrti nizozemského krále (a lucemburského velkovévody) Viléma III. v roce 1890, nastoupila v Nizozemsku jako královna jeho jediná dcera Vilemína. Lucemburská ústava a rodinný pakt dynastie Nasavských však nepřipouštěla vládu ženám, pokud žili další mužští členové rodu schopní vlády a to podle polosalického práva. A tak se v roce 1890, v rámci ústavy, dynastické dohody a také přičiněním vládnoucích kruhů (s vidinou obohacení), stal lucemburským velkovévodou Adolf, bývalý nasavský vévoda a synovec krále Viléma III. Velkovévoda Adolf vládl Lucembursku až do své smrti roku 1905. Jeho potomci vládnou Lucembursku dodnes.

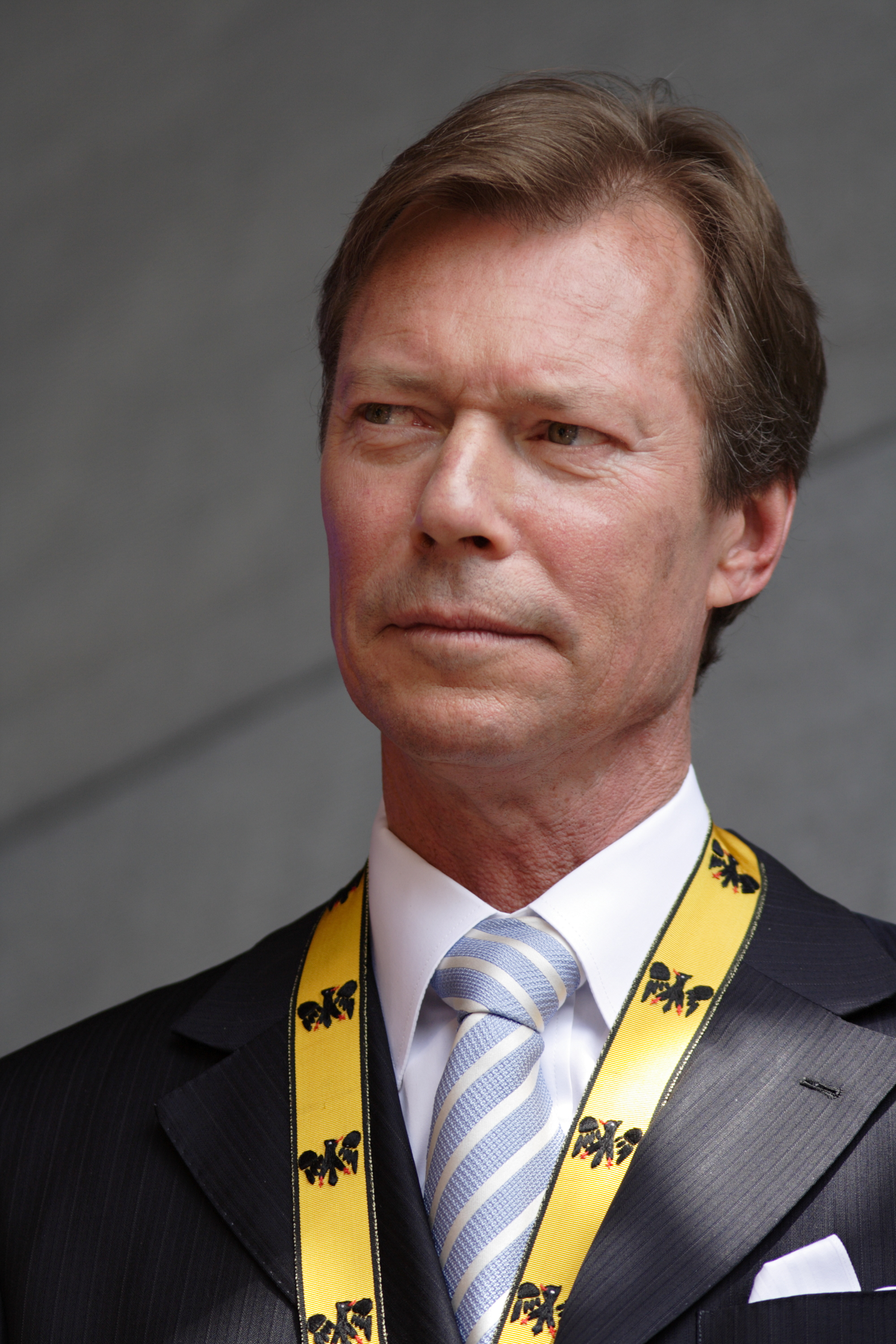
Současný lucemburský velkovévoda Henri I. de Luxembourg (2009)

Po jeho smrti se stal velkovévodou jeho syn Vilém IV., který vládl v letech 1905–1912. Ten ale neměl syna a jediným dalším mužským dědicem v dynastii byl jeho bratranec Jiří, merenberský hrabě. Ten byl ale z morganatického manželství a tak velkovévoda Vilém v roce 1907 prohlásil merenberská hrabata jakožto morganatické potomky svého strýce jako nedynastické a tudíž nemohla zdědit vládu v zemi. Dědicem trůnu se tak stala Vilémova nejstarší dcera Marie-Adéla, které po něm v roce 1912 nastoupila na trůn. V roce 1919 byla donucena abdikovat kvůli svému příznivému postoji k Německu a na trůn nastoupila její sestra Šarlota.
I když i nassavsko-weilburská větev v mužské linii vymřela (r. 1912) a v současnosti vládne de facto dynastie Bourbon-Parma, je stále v Lucembursku de jure vládnoucí dynastie Nassau-Weilburg resp. Nassau.
- Adolf – (1890–1905)
- Vilém IV. – (1905–1912), jeho syn
- Marie-Adéla – (1912–1919), jeho dcera, abdikovala
- Šarlota – (1919–1964), jejím manželem byl Felix Bourbonsko-Parmský, ale název rodu se oficiálně nezměnil.

- Jan I. – (1964–2000)
- Jindřich I. – (od 2000)

Dědic:
- princ Guillaume, korunní lucemburský velkovévoda (česky Vilém) – syn velkovévody Jindřicha I.

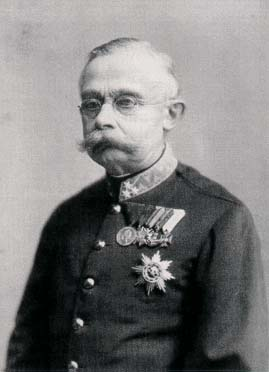
Adolf I.
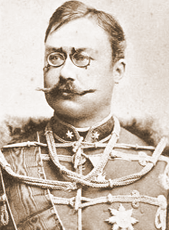
Vilém IV.
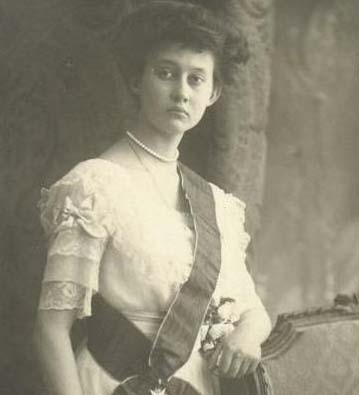
Marie-Adéla
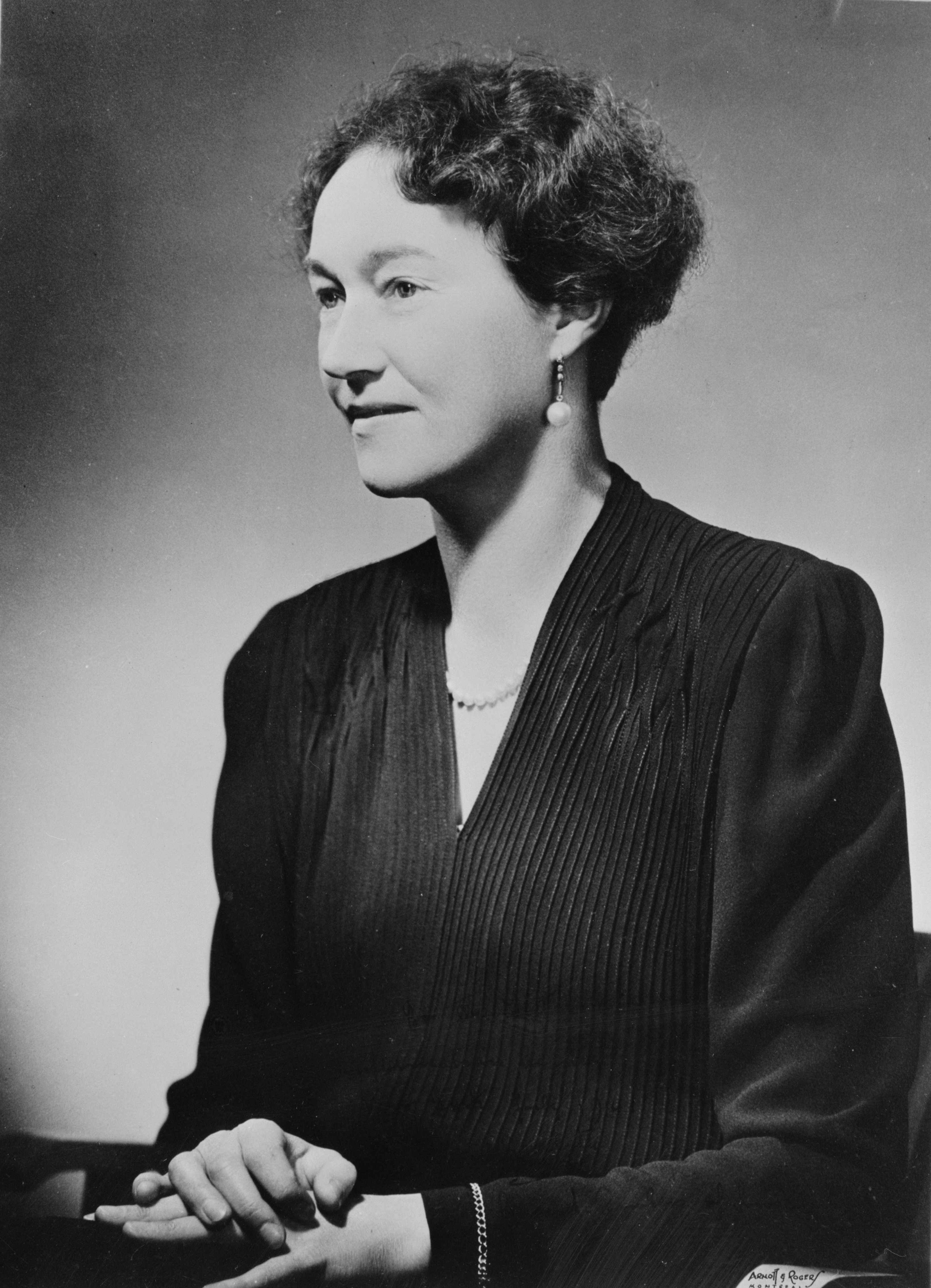
Šarlota
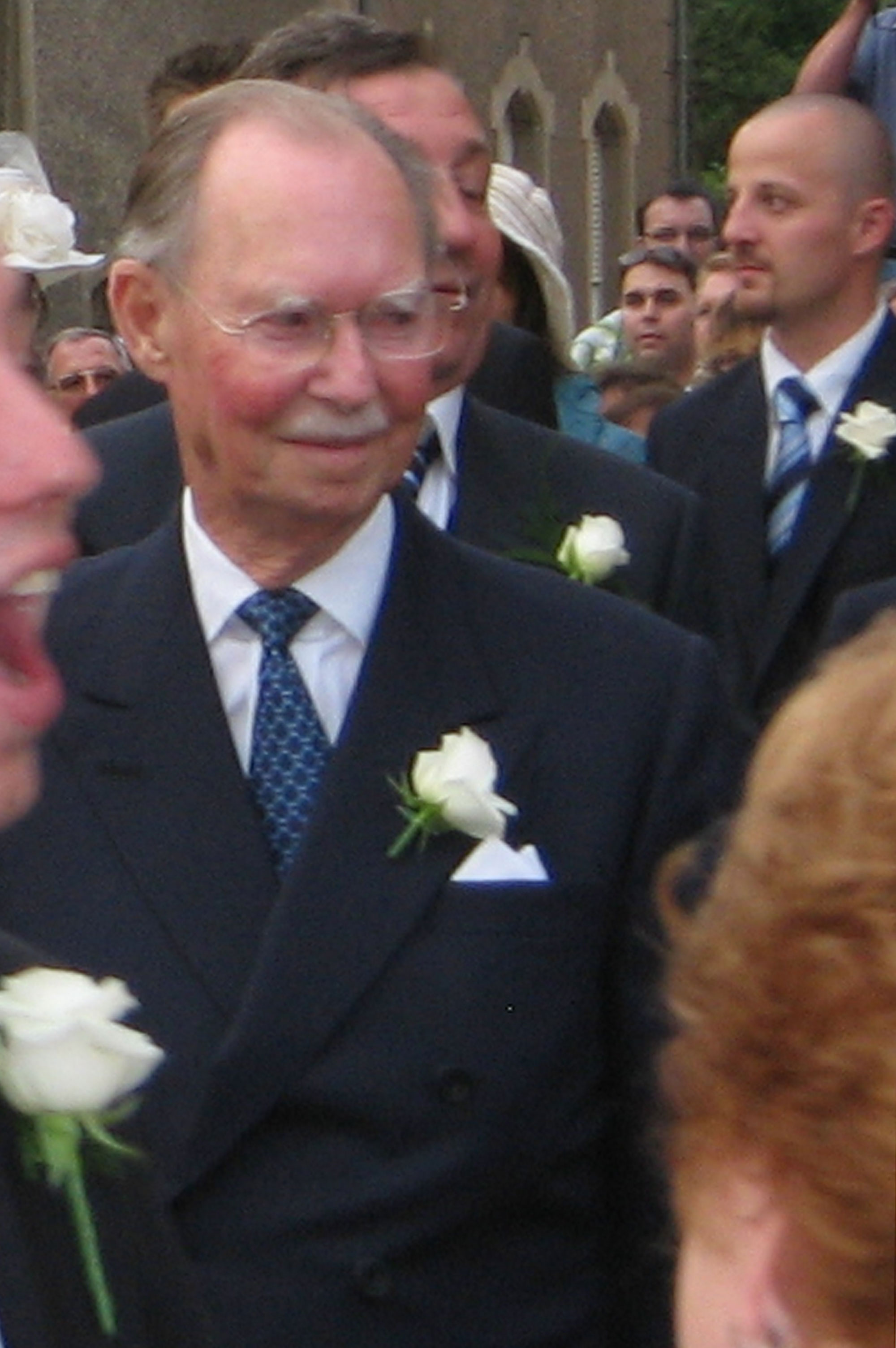
Jan I.

### Nasavsko-wiesbadensko-idsteinská hrabata (1344–1775)
Větev nasavsko-weilbursko-wiesbadensko-idsteinská (Nassau-Wiesbaden-Idstein)
- 1344–1370: Adolf I. Nasavsko-Wiesbadensko-Idsteinský
- 1370–1386: Gerlach II., nasavsko-wiesbadenský hrabě
- 1370–1393: Walram IV., nasavsko-idsteinský hrabě
- 1393–1426: Adolf II
- 1426–1480: Jan II.
- 1480–1509: Filip, nasavsko-idsteinský hrabě
- 1480–1511: Adolf III.
- 1511–1558: Filip I.
- 1558–1566: Filip II., nasavsko-wiesbadenský hrabě
- 1566–1568: Baltazar
- 1568–1596: Jan Ludvík I.
- 1596–1599: Jan Filip
- 1596–1605: Jan Ludvík II.
- 1605–1625: Ludvík II., nasavsko-weilburský hrabě
- 1627–1629: Vilém Ludvík, nasavsko-saarbrückenský hrabě
- 1629–1677: Jan, nasavsko-idsteinský hrabě
- 1677–1721: Jiří August, nasavsko-idsteinský hrabě
- 1721–1723: Karel Ludvík, nasavsko-saarbrückenský hrabě
- 1723–1728: Fridrich Ludvík, nasavsko-ottweilerský hrabě

### Nasavsko-saarbrückenská hrabata (1429–1799)
Větev nasavsko-weilbursko-saarbrückenská (Nassau-Saarbrücken)
- 1429–1472: Jan II.
- 1472–1545: Jan Ludvík I.
- 1545–1554: Filip II.
- 1554–1574: Jan III.
- 1559–1602: Filip IV.
- 1602–1625: Ludvík II., nasavsko-saarbrückenský a ottweilerský hrabě
- 1629–1640: Vilém Ludvík, nasavsko-saarbrückenský a ottweilerský hrabě
- 1640–1642: Krato
- 1640–1690: Jan Ludvík
- 1659–1677: Gustav Adolf
- 1677–1713: Ludvík Krato
- 1713–1723: Karel Ludvík
- 1723–1728: Fridrich Ludvík
- 1728–1735: Karel
- 1735–1768: Vilém Jindřich
- 1768–1794: Ludvík
- 1794–1797: Jindřich Ludvík

### Nasavsko-usingenská hrabata (1659–1816)
Větev nassavsko-usingenská (Nassau-Usingen)
Linie vymřela roku 1816 hrabětem (a zároveň nasavským vévodou) Fridrichem Augustem.
- Walrad – (1659–1702)
- Vilém Jindřich – (1702–1718)
- Karel – (1718–1775)
- Karel Vilém – (1797–1803)
- Fridrich August – (1803–1816), od 1806 nasavský vévoda, bez dědiců, vymřela s ním větev

## Ottonská linie
Ottonská linie byla založena jako mladší linie rodu hrabětem Otou I., který získal hrabství Nassau-Siegen a Nassau-Dillenburg při dělení rodového území.
Ottonská linie zahrnuje tyto větve:
- Nassau-Siegen, Dillenburg, Beilstein
  - Nassau-Dillenburg
    - Nassau-Siegen
    - Nassau-Dietz
    - Orange-Nassau-Dietz

  - Orange-Nassau
  - Nassau-Beilstein
  - Nassau-Hadamar

### Nizozemští místodržitelé (1581–1795)
Větev oranžsko-nasavská (Oranje-Nassau)
V roce 1581 po Nizozemské revoluci vznikla nezávislá Republika spojených nizozemských provincií, kdy se 7 severních nizozemských provincií spojilo a prohlásilo republikou, nezávislou na Španělsku. V jejím čele povětšinou stály místodržitelé (stathouder). Většinou právě z dynastie oranžsko-nasavské, která se stala postupně vládnoucí (funkce zpočátku nebyla dědičná).
Vilém I. Oranžský, jeden z vůdců nizozemské revoluce, se stal prvním generálním místodržitelem Republiky spojených provincií nizozemských. Pocházel z rodu nasavských hrabat resp. větve Nassau-Dilenburg, roku 1544 zdědil Oranžské knížectví v jižní Francii (oranžský kníže). Byl důvěrník Karla V., od roku 1555 člen státní rady v Bruselu. V roce 1564 se postavil do čela opozice nizozemských stavů proti politice španělského krále Filipa II. V roce 1567 přestoupil k protestantské víře a stal se vůdcem vojenského odboje nizozemských stavů proti Španělsku. Vytrvalým bojem proti Španělům si získal značnou popularitu. V 70. letech 16. století ovládl postupně velkou část Nizozemí, v roce 1572 byl zvolen místodržícím v Hollandu a Zeelandu, v roce 1577 Brabantu. Roku 1579 se zcela rozešel se Španělskem, byl iniciátorem vytvoření utrechtské unie a od roku 1581 faktickým vládcem Spojených provincií nizozemských.
Nizozemský místodržitel Vilém III. Oranžský se v roce 1689 spolu se svou ženou Marií Stuartovnou stal anglickým, skotským a irským králem.
- Vilém I. Oranžský – (1572–1584)
- Mořic Nasavský – (1585–1625)
- Frederik Hendrik Oranžský – (1625–1647)
- Vilém II. Oranžský – (1647–1650)
- Vilém III. Oranžský – (1672–1702), od roku 1689 také anglický, skotský a irský král

Větev oranžsko-nassavsko-dietzská (Oranje-Nassau-Dietz)
- Jan Vilém Friso – (1702–1711) – současně také nasavsko-dietzský kníže
- Vilém IV. Oranžský – (1747–1751), první úředně potvrzený dědičný místodržící (všech 7 provincií). do roku 1747
- Vilém V. Oranžský – (1751–1795), v letech 1795–1806 byl místodržitelem pouze de jure
- Vilém VI. Oranžský – (1806–1815), místodržitelem pouze formálně po smrti otce

V roce 1795 bylo území obsazeno Francií a místodržitel odešel se svým synem do exilu. A právě syn posledního místodržícího, Vilém se stal roku 1815 dědičným nizozemským králem.

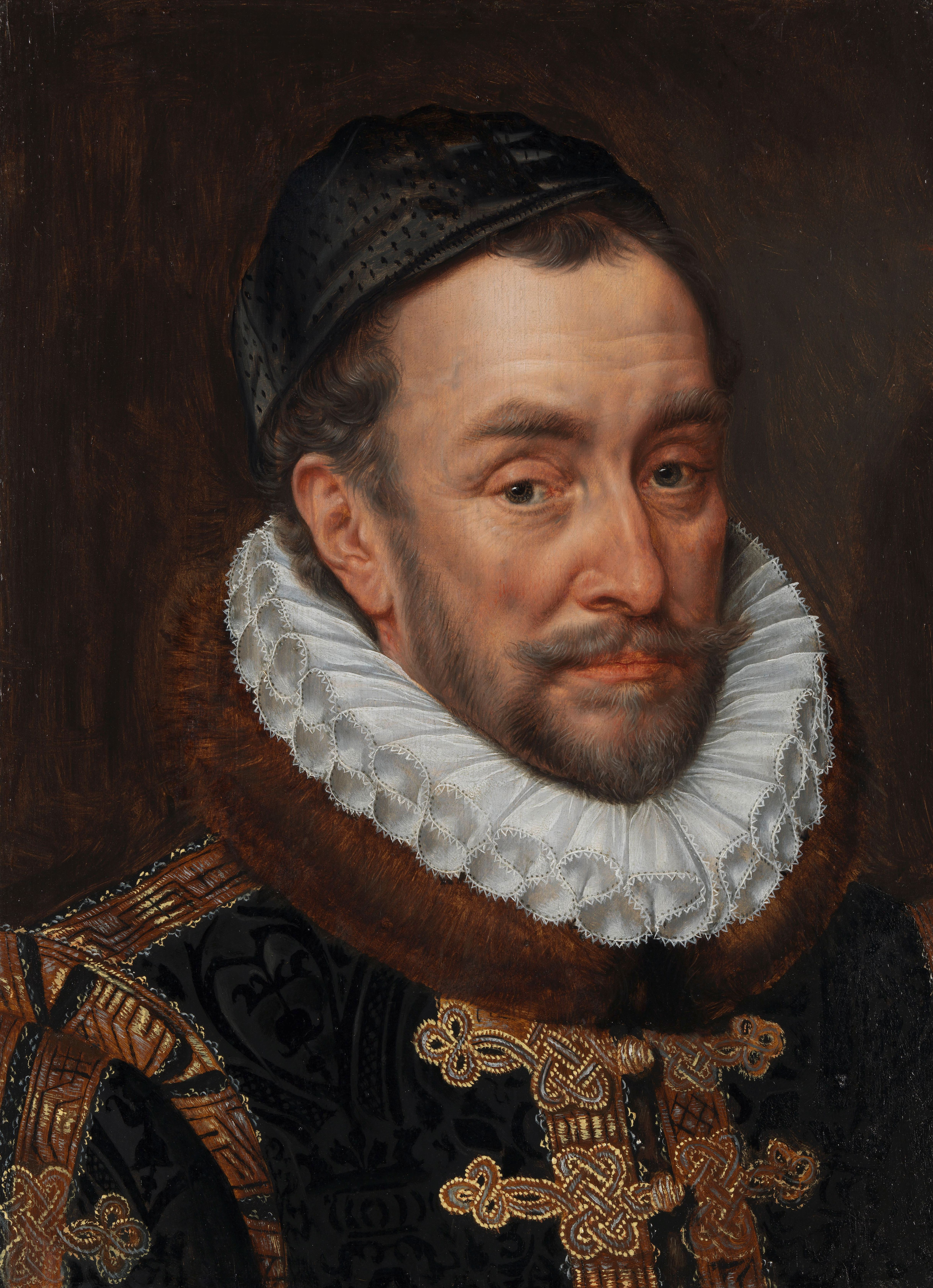
Vilém I. Oranžský
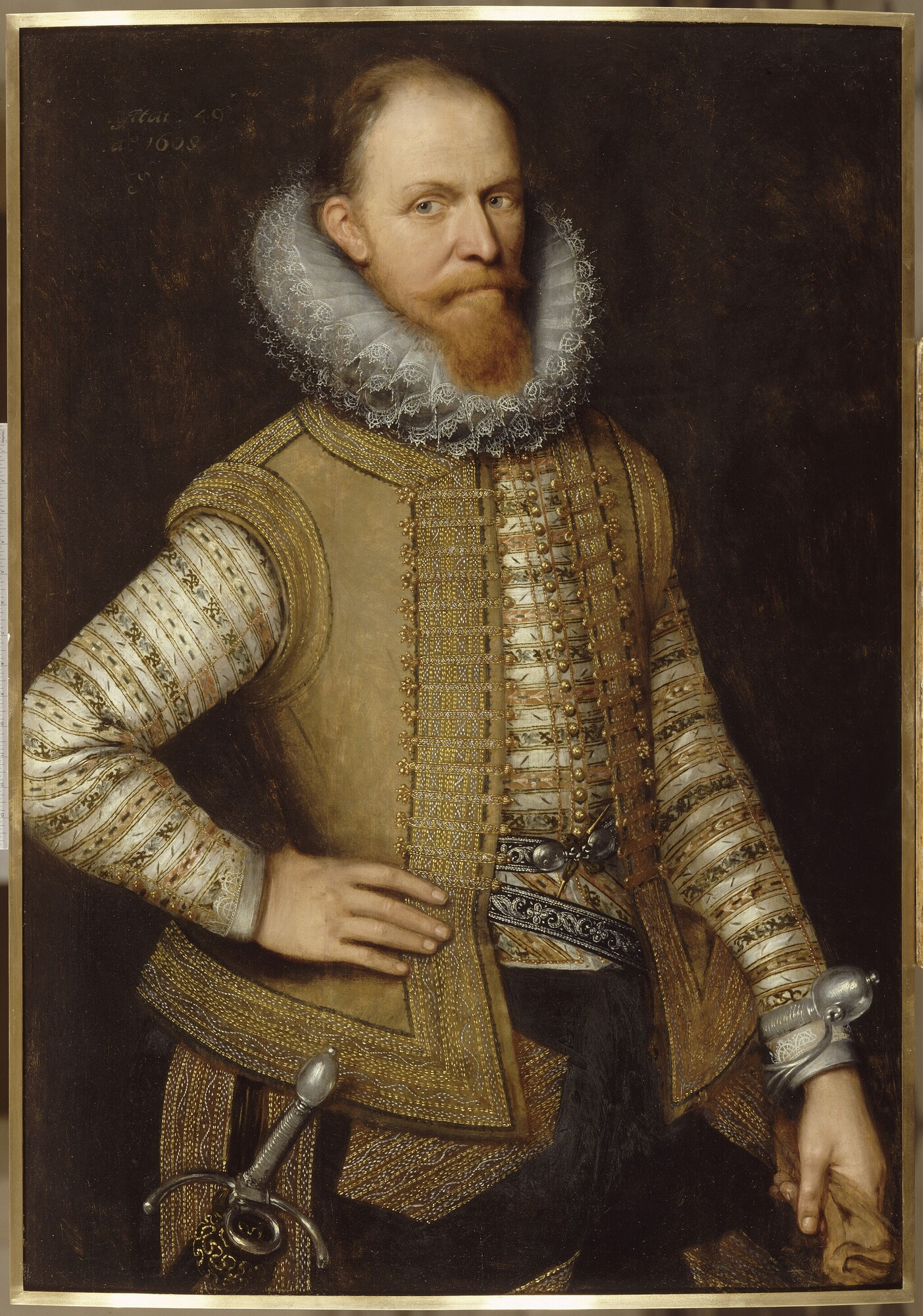
Mořic Nasavský
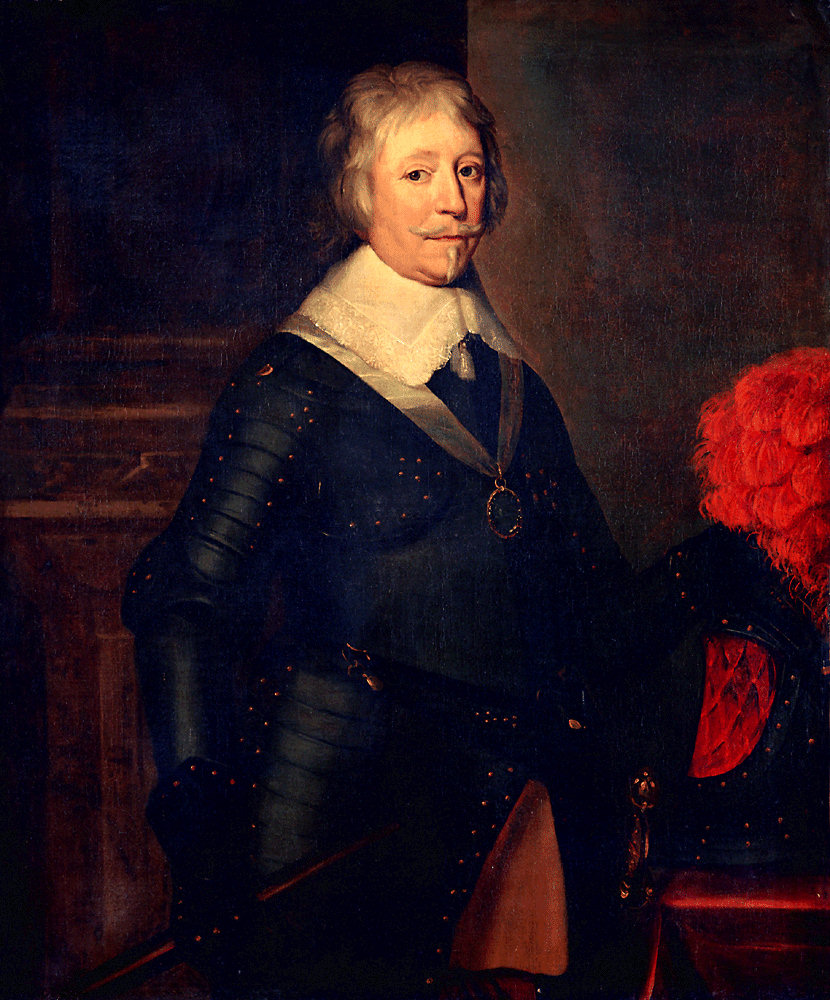
Frederik Hendrik Oranžský
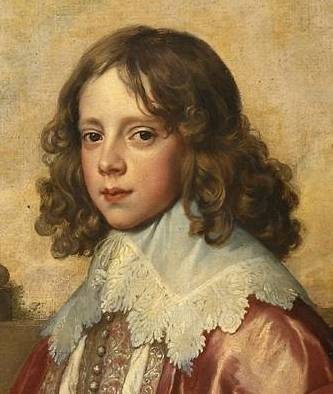
Vilém II. Oranžský
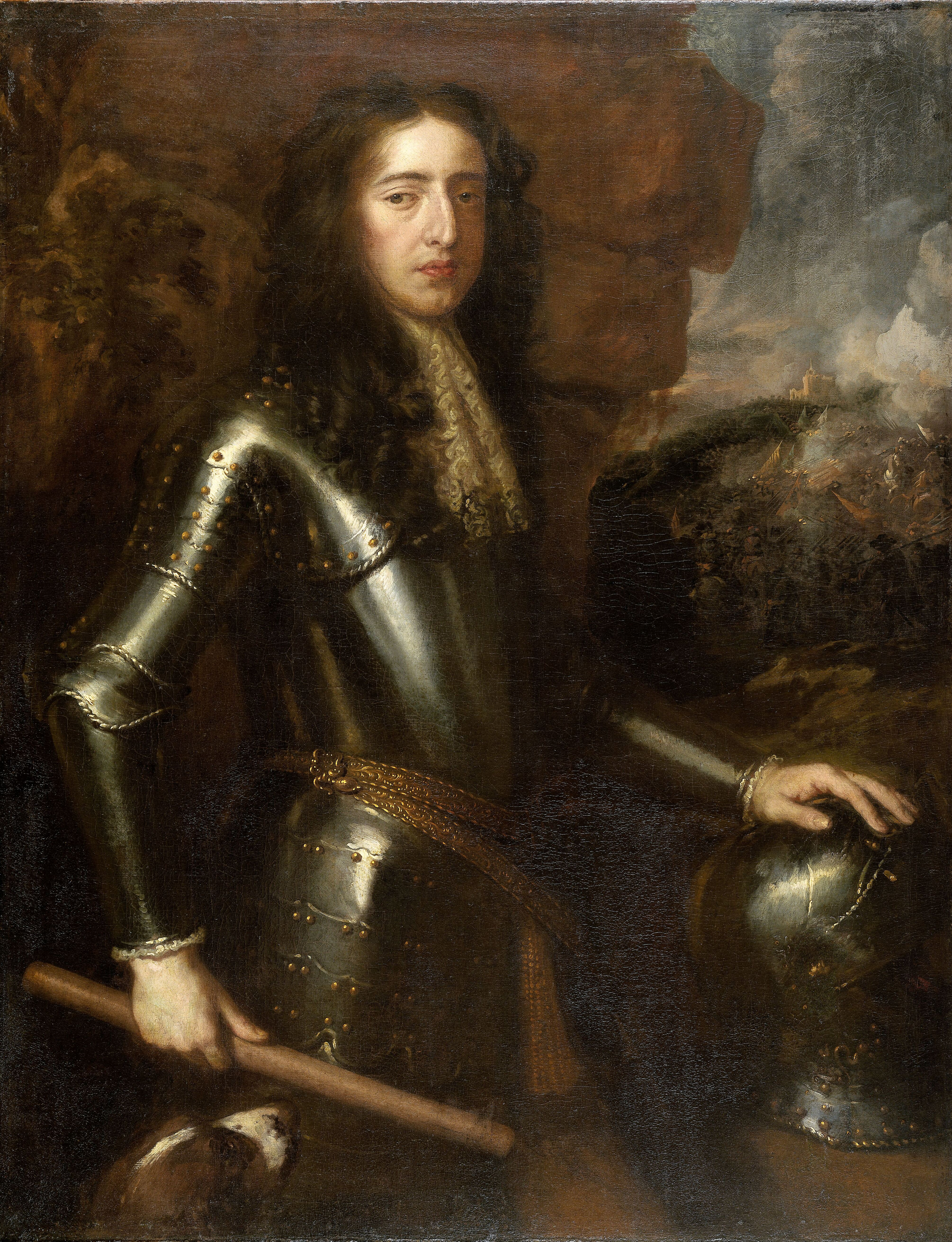
Vilém III. Oranžský
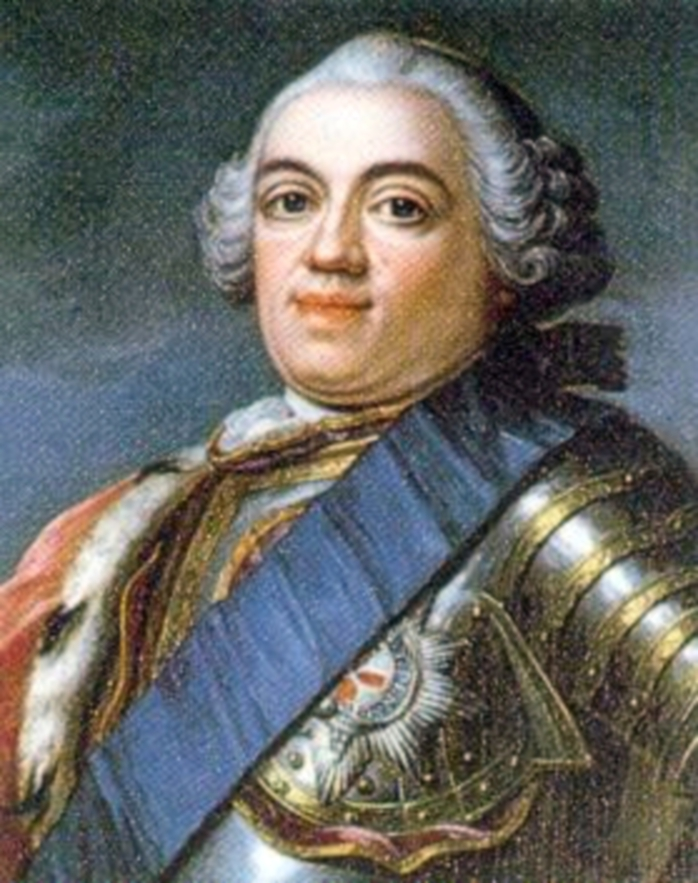
Vilém IV. Oranžský
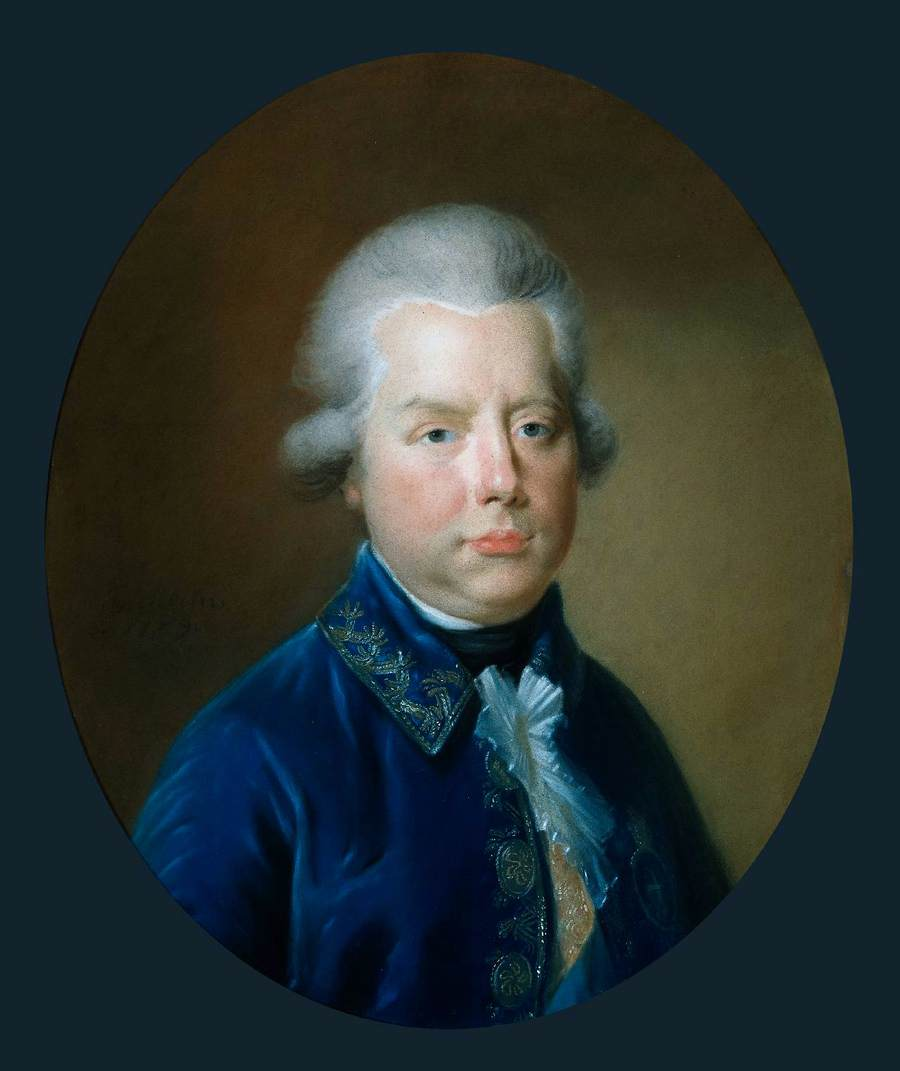
Vilém V. Oranžský
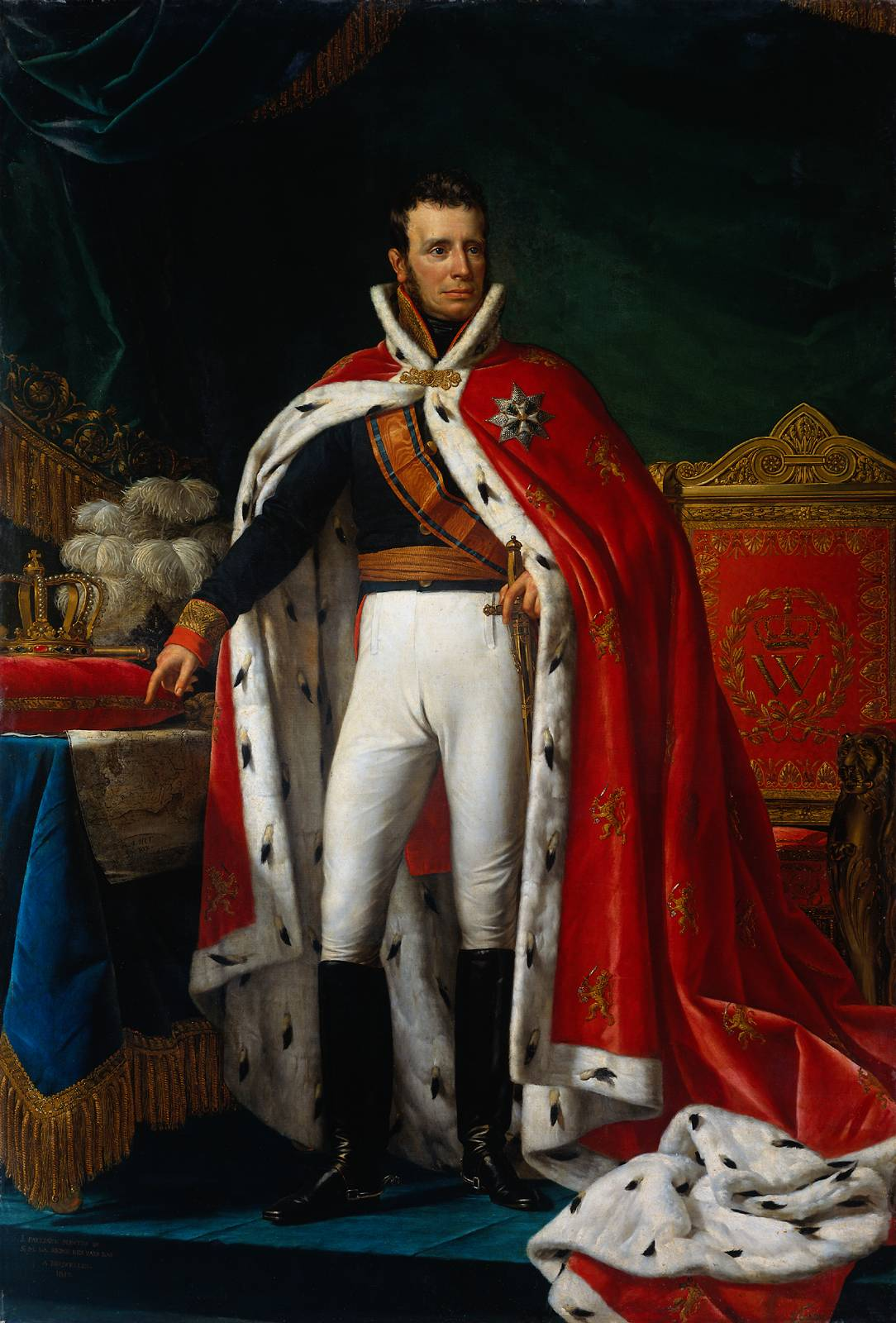
Vilém VI. Oranžský

### Nizozemští králové a královny (od 1815)
Větev oranžsko-nassavsko-dietzská (Oranje-Nassau-Dietz)
Po napoleonských válkách bylo vytvořeno na Vídeňském kongresu v roce 1815 Spojené království nizozemské. Vzniklo spojením bývalého Rakouského Nizozemí (území jižního Nizozemí, dnešní Belgie) a bývalých Spojených nizozemských provincií (území severního Nizozemí, dnešní Nizozemsko). Jeho králem se stal Vilém I. z oranžsko-nasavské dynastie, syn posledního nizozemského místodržícího Viléma V. Oranžského. Nizozemské království bylo v personální unii s Lucemburským velkovévodstvím.

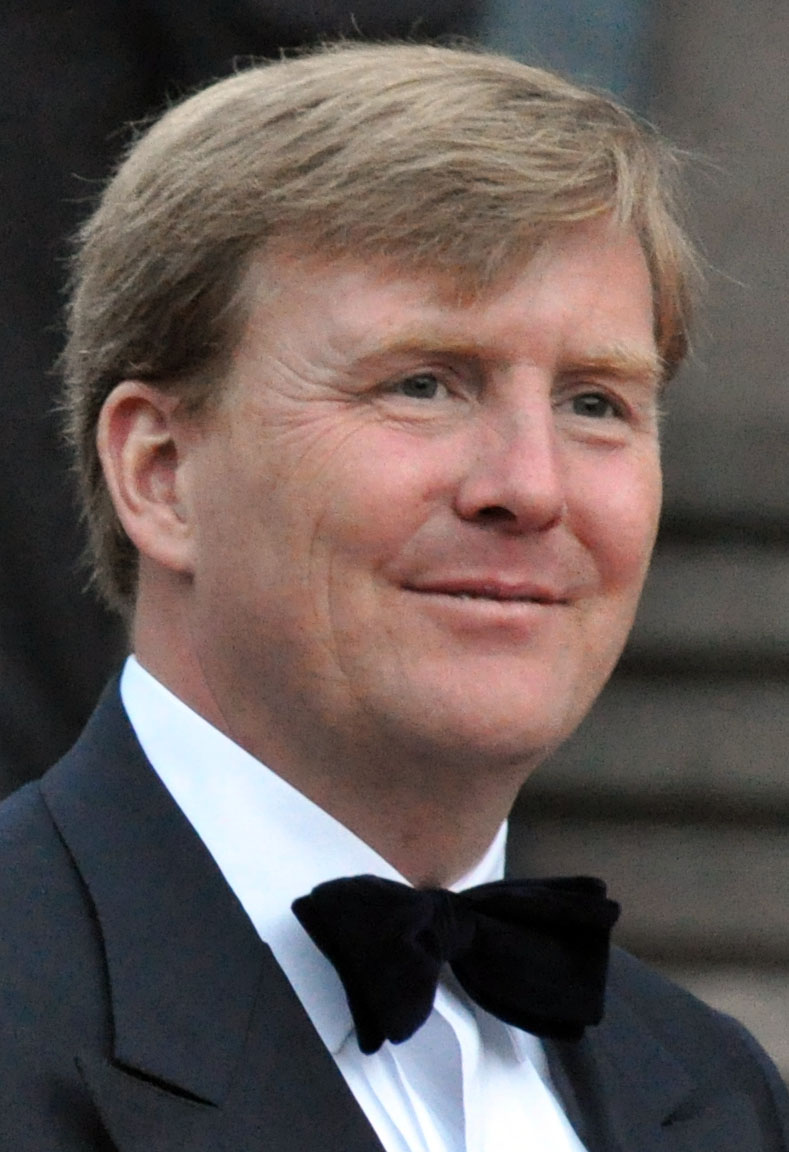
Současný nizozemský král Vilém-Alexandr při svatbě ve Stockholmu 2010

V roce 1830 se ale odtrhly jižní provincie a vytvořily Belgii. Personální unie Nizozemska a Lucemburska skončila v roce 1890, kdy zemřel král Vilém III. a Lucembursko zdědil nasavský vévoda Adolf zatímco nizozemskou královnou se stala Vilémova dcera Vilemína.
Po abdikaci královny Vilemíny nastoupila na trůn její jediná dcera Juliána z dynastie Meklenburských a po abdikaci královny Juliány nastoupila její dcera Beatrix z dynastie Lippe, ale během jejich vlády se název rodu nezměnil a oficiálně vládne Nizozemsku stále dynastie oranžsko-nasavská.
- Vilém I. – (1815–1840) – zároveň lucemburský velkovévoda a limburský vévoda
- Vilém II. – (1840–1849) – zároveň lucemburský velkovévoda a limburský vévoda
- Vilém III. – (1849–1890) – zároveň lucemburský velkovévoda a limburský vévoda (do 1866)
- Vilemína – (1890–1948)
- Juliána – (1948–1980)
- Beatrix – (1980–2013)
- Vilém-Alexandr – (od 2013)

Dědic:
- princezna Catharina-Amalia – dcera krále Viléma-Alexandra

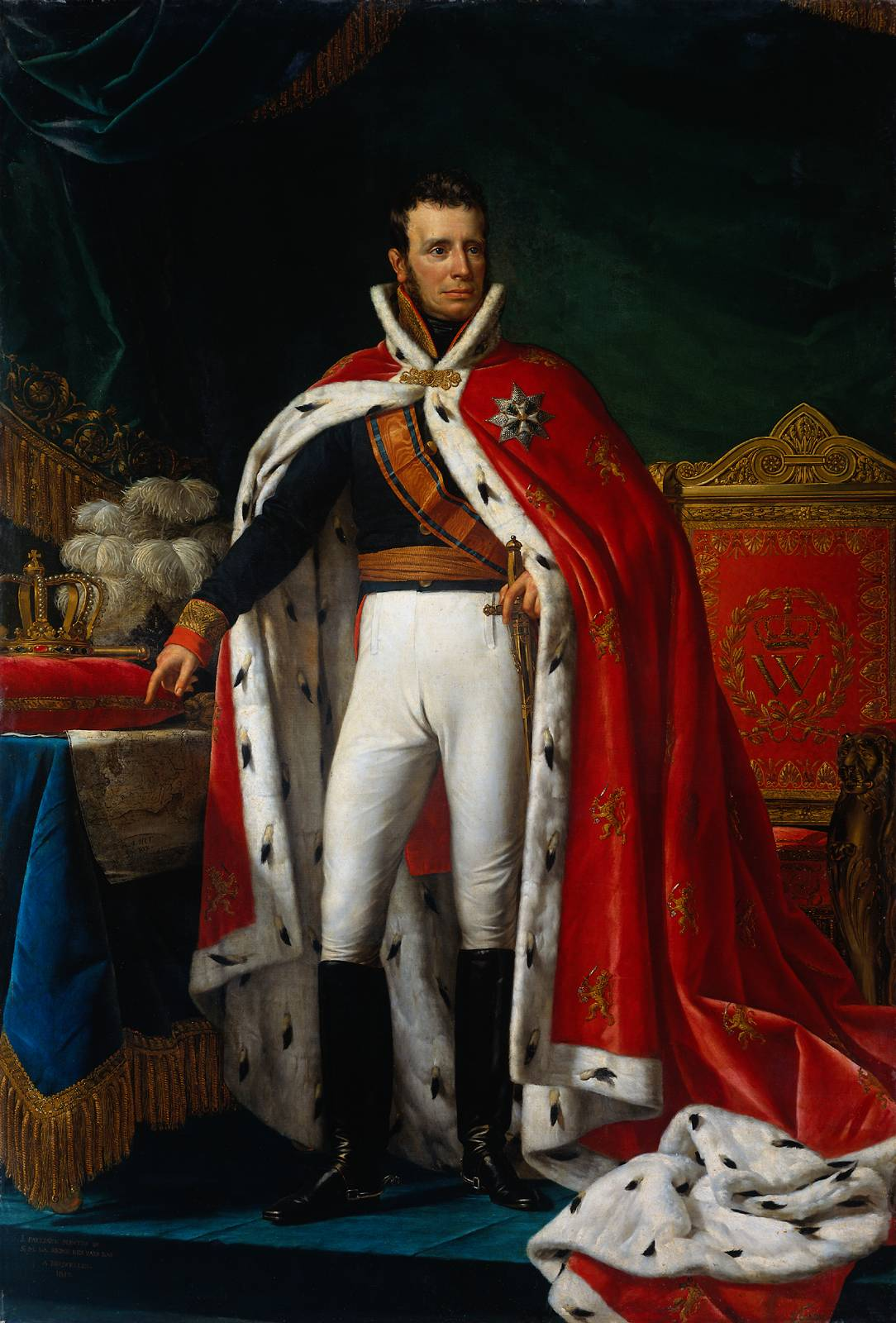
Vilém I.
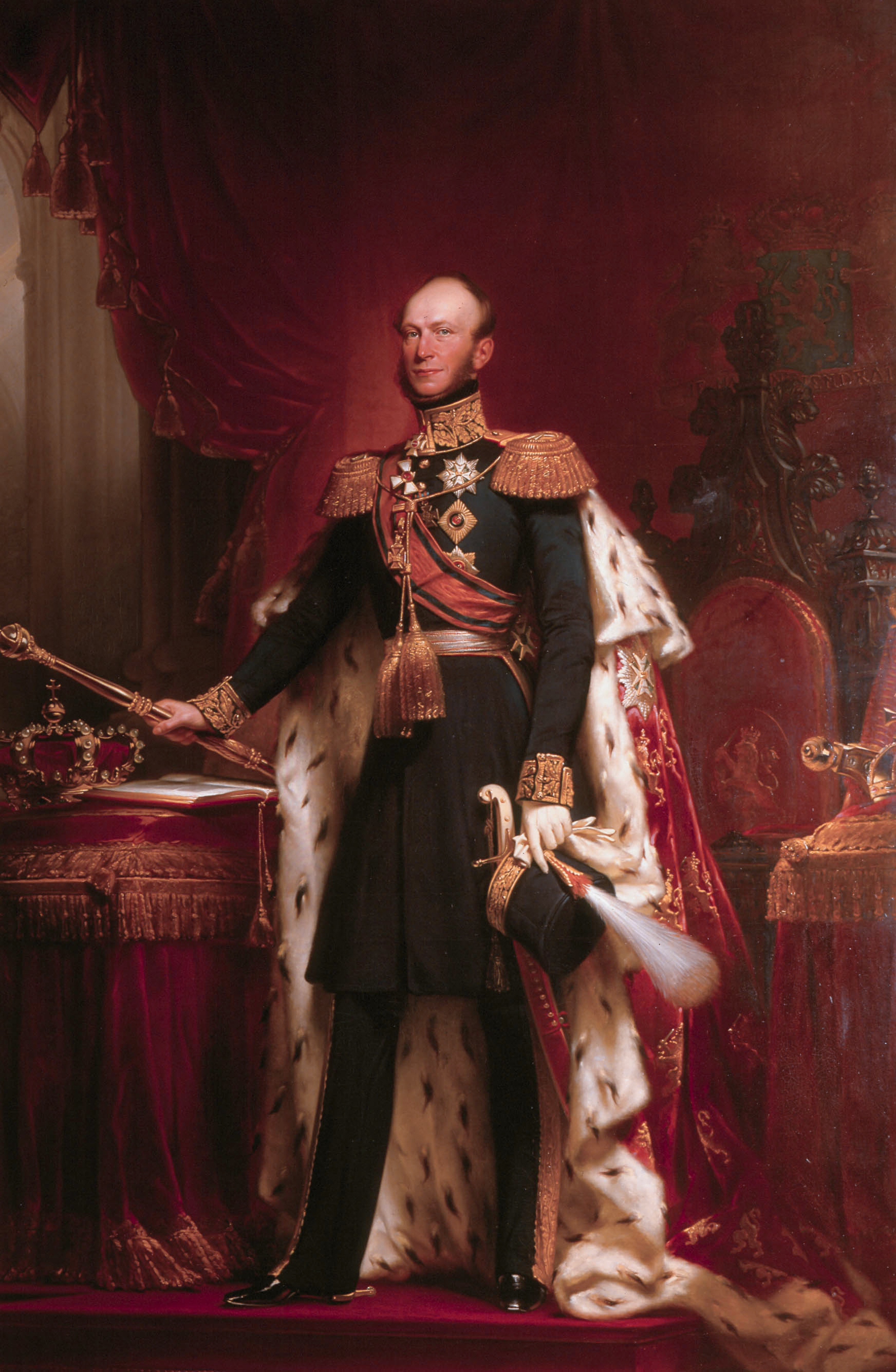
Vilém II.
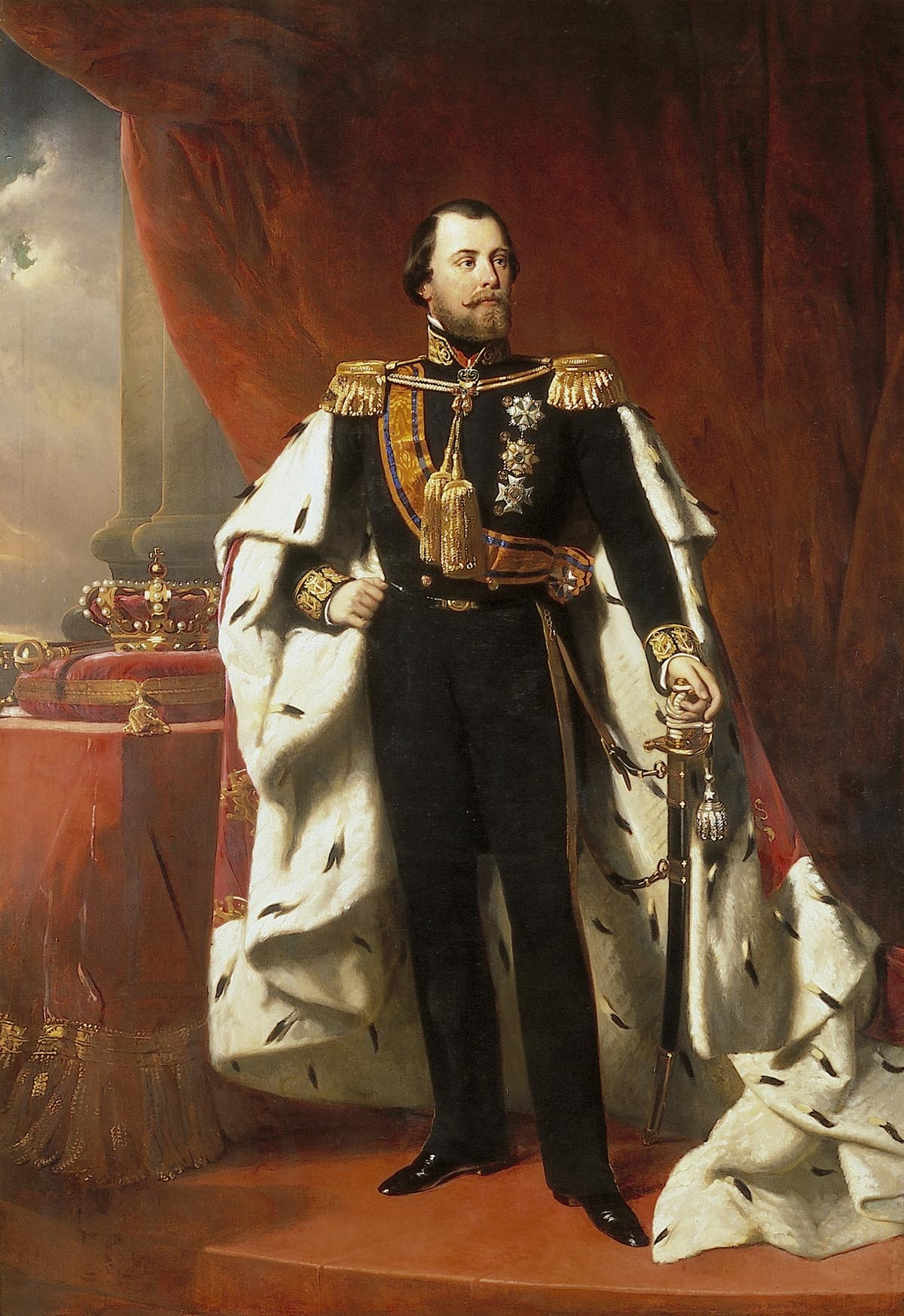
Vilém III.
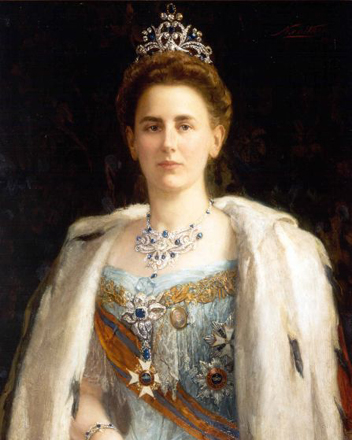
Vilemína
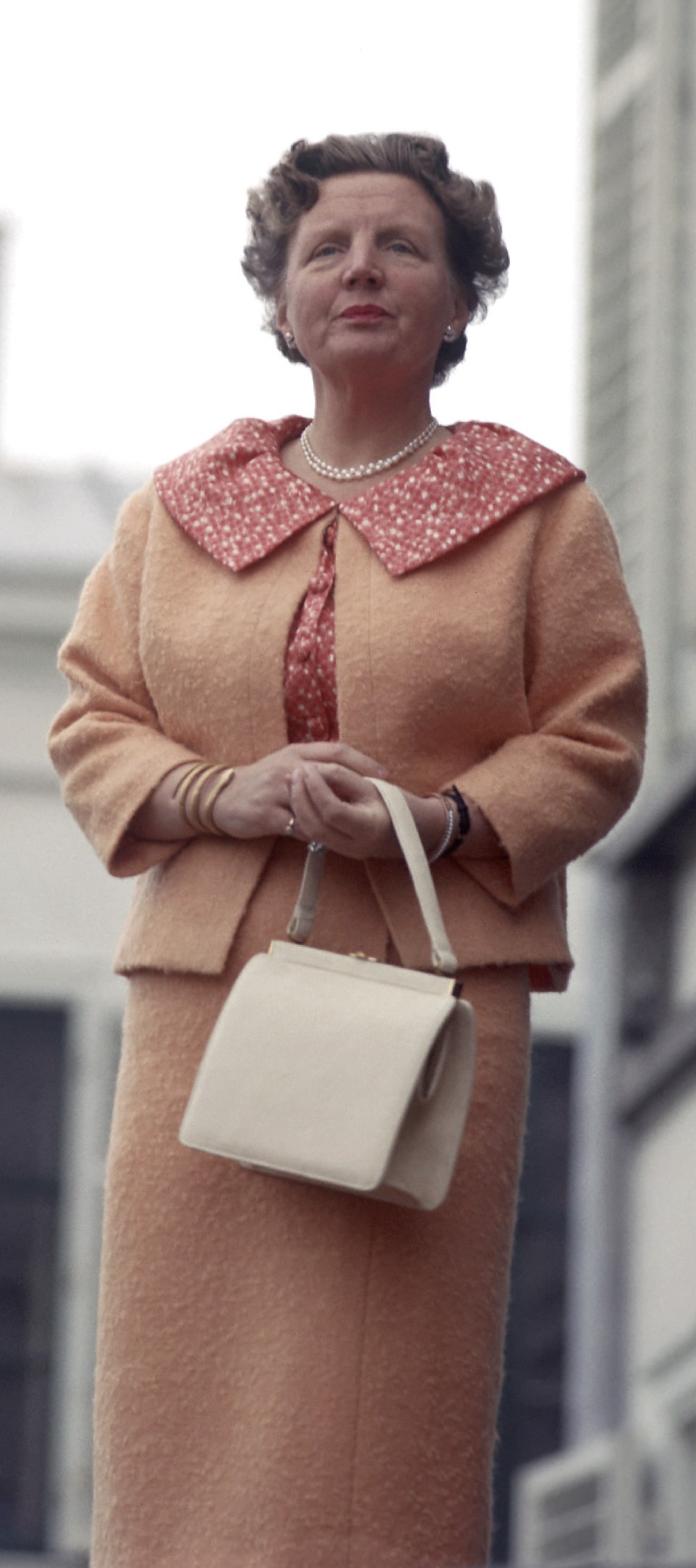
Juliána
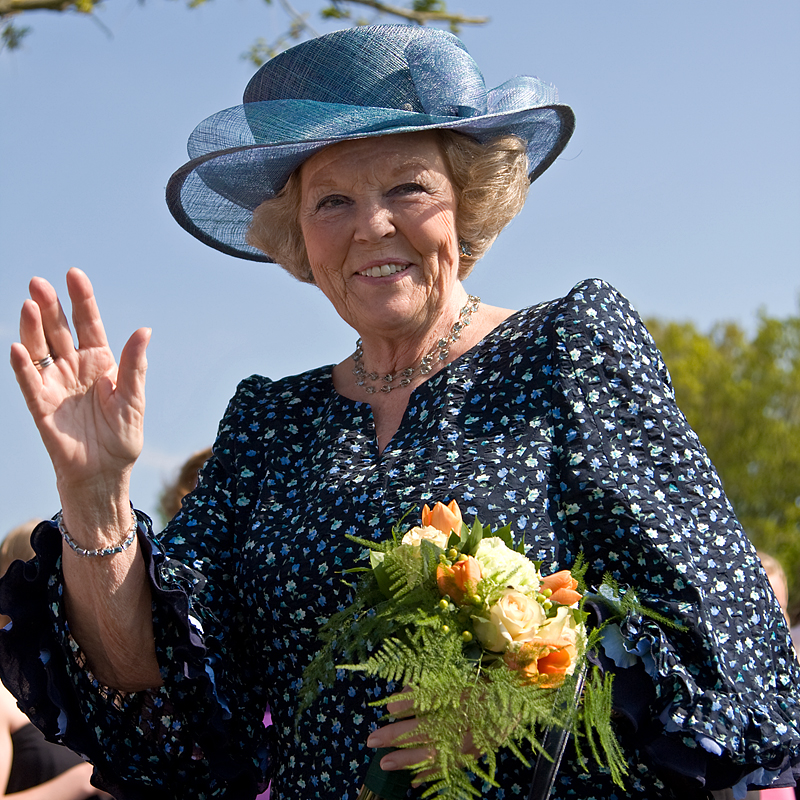
Beatrix

### Lucemburští velkovévodové (1815–1890)
Větev oranžsko-nasavsko-dietzská (Oranje-Nassau-Dietz)
Lucembursko bylo v roce 1815 na Vídeňském kongresu povýšeno na velkovévodství a stalo se nezávislou zemí v personální unii s Nizozemským královstvím. Po smrti nizozemského krále (a lucemburského velkovévody) Viléma III. v roce 1890, nastoupila v Nizozemsku jako královna jeho jediná dcera Vilemína. Lucemburská ústava a rodinný pakt dynastie Nasavských však nepřipouštěla vládu ženám, pokud žili další mužství členové rodu schopní vlády a to podle polo-salického práva. A tak se v roce 1890, v rámci ústavy, dynastické dohody a také přičiněním vládnoucích kruhů (s vidinou obohacení), stal lucemburským vévodou Adolf bývalý nasavský vévoda a synovec krále Viléma III.
- Vilém I. – (1815–1840) – zároveň nizozemský král
- Vilém II. – (1840–1849) – zároveň nizozemský král
- Vilém III. – (1849–1890) – zároveň nizozemský král

## Nevládnoucí členky rodu
- Jindřiška Nasavsko-Weilburská – manželka arcivévody Karla Rakouského
- Karolína Oranžsko-Nasavská – dcera nizozemského místodržícího Viléma IV.
- Tereza Nasavsko-Weilburská – manželka oldenburského vévody Petra
- Žofie Nasavská – manželka švédského a norského krále Oskara II.